# Bataille de Steinkerque
Guerre de la Ligue d'Augsbourg
Batailles
- Philippsbourg (1688)
- Sac du Palatinat (1689)
- Baie de Bantry (1689)
- Mayence (1689)
- Walcourt (1689)
- Fleurus (1690)
- Cap Béveziers (1690)
- La Boyne (1690)
- Limerick (1690)
- Staffarda (1690)
- Québec (1690)
- Coni (1691)
- Mons (1691)
- Leuze (1691)
- Aughrim (1691)
- La Hougue (1692)
- Namur (1692)
- Steinkerque (1692)
- Lagos (1693)
- Neerwinden (1693)
- La Marsaille (1693)
- Charleroi (1693)
- Saint-Malo (1693)
- Rivière Ter (1694)
- Palamós (1694)
- Camaret (1694)
- Texel (1694)
- Dieppe (1694)
- Bruxelles (1695)
- Namur (1695)
- Dogger Bank (1696)
- Carthagène (1697)
- Barcelone (1697)
- Baie d'Hudson (1697)

La bataille de Steinkerque (aujourd'hui Steenkerque en Belgique) eut lieu le 3 août 1692 et se solda par une victoire française sur la Ligue d'Augsbourg.

## Histoire
Après la prise de Namur par les Français, ceux-ci établissent une forte position défensive. De leur côté les alliés (majoritairement des Anglo-Hollandais), dont le nouveau commandant en chef est Guillaume d'Orange, décident de lancer une attaque surprise à l'aube du 3 août.
Le 2 août le maréchal de Luxembourg, commandant de l'armée des Flandres, apprend par un espion, le chef de musique du prince Maximilien de Bavière, que les coalisés feront « grand fourrage » le lendemain sur la droite française et s'attend donc à une belle journée calme. Pourtant, le comte de Tracy découvre que l'ennemi se livre à de considérables mouvements de troupes et avertit son supérieur.
Le 3 août au matin l'armée française est attaquée. L'attaque de l'avant-garde alliée surprend complètement les Français, mais leur armée principale perd beaucoup de temps durant sa marche. Ainsi, les Français ont le temps d'organiser une ligne de défense efficace quand débute l'attaque principale, aux alentours de midi. Néanmoins les premières lignes françaises perdent du terrain, mais une extrême confusion règne dans l'armée alliée, avec notamment la cavalerie hollandaise qui gêne la progression de l'infanterie anglaise. Pris de court, le maréchal de Luxembourg ordonne à ses brigades de se ranger en ligne dès que possible et masse son infanterie en un pâté de 5 rangs. La cavalerie est déployée derrière l'infanterie et sur les ailes afin de couvrir les flancs.
Le maréchal de Luxembourg donne l'ordre de contre-attaquer et, après de rudes combats, les alliés sont repoussés. À neuf heures, l'ennemi débouche entre Rebecq et le Petit-Enghien, au nord de Steinkerque. Mais le terrain très accidenté entrave leur avance. Il faudra une heure pour que les coalisés soient au contact, ce qui ôte quelque peu l'effet de surprise. Les Coalisés portent leur coups sur l'aile droite des troupes françaises, mais toute cohésion tactique est illusoire en un lieu si peu commode. Par fractions séparées toutes les lignes françaises prendront part à l'action. Par ailleurs, au cours de l'engagement, les piquiers abandonnent leurs armes obsolètes pour ramasser les fusils de l'ennemi. Enfin, le maréchal de Boufflers arrive d'Enghien à marche forcée avec ses dragons, il charge la cavalerie ennemie. Voyant que les pertes subies par son infanterie sont sévères et que la bataille est en train de lui échapper, Guillaume d'Orange donne l'ordre de la retraite ; il a perdu 10 000 soldats, 9 drapeaux qui iront décorer la nef de la cathédrale Notre-Dame de Paris et 13 canons. Les Français, ayant également souffert de lourdes pertes, ne sont pas en état de poursuivre leurs adversaires.
Foucault date de cette bataille le mouvement qui généralisera l'utilisation du fusil dans les affrontements, ce qui introduira une nouvelle vision de la tactique militaire, ou l'on passera d'une réflexion sur la masse — bloc de soldats doté d'une force d'inertie — vers l'unité où l'habileté de chaque soldat individuel devenait importante pour atteindre une cible, où chaque corps pouvait devenir une cible et où le placement des unités en formation géométrique devenait capital, car déterminant la capacité à viser loin.